# 日本夜景遺産
日本夜景遺産（にほんやけいいさん）は、民間の組織である日本夜景遺産事務局が選定する日本の夜景地。

## 概要
芸術的価値を有すること、土地柄が表れていること、所在地に大きな文化的影響を与えていること等の8つの基準に基づいて選定される。選定は、監修者が調査・分析を行い、基準を考慮して行われるとされるが、だれがどのようにして選定するのかは明らかにされていない。また、候補地の募集も行っている。
2004年7月に第1回として101か所を選定。以降も随時選定が行われ、2021年11月時点で認定追加・解除を含めた夜景遺産地の合計数は全国261か所となっている。
日本夜景遺産事務局では、産経新聞社と観光庁の後援により夜景鑑賞士検定（夜景検定）も実施している。